# Road Rash (jeu vidéo)
Road Rash est un jeu vidéo de course de sport motocycliste sorti initialement en 1991 sur Mega Drive. Le jeu a été développé et édité par Electronic Arts. Il est le premier opus de la série des Road Rash.

## Ports
- Atari ST, 1992 (Peakstar Software)
- Amiga, 1992 (Peakstar Software)
- Master System, 1994 (porté par Probe Entertainment, édite par U.S. Gold)
- Game Boy, 1994 (The Code Monkeys, Ocean of America)
- Game Gear, 1994 (U.S. Gold)
- 3DO, 1994
- Mega-CD, 1994
- PlayStation, 1996
- Saturn, 1996
- Microsoft Windows, 1996 (Papyrus Design Group)
- Game Boy Color, 2000 (3d6 Games)